# دالمبرت ۵۹۵۶
سیارک ۵۹۵۶ (به انگلیسی: 5956 d'Alembert، نامگذاری:1988CF5) پنج هزار و نهصد و پنجاه و ششمین سیارک کشف شده‌است که در ۱۳ فوریه ۱۹۸۸ کشف شد.
قدر مطلق سیارک برابر ۱۲٫۷۰ است.